# Ben Sherman
Ben Sherman (Brighton, 3 ottobre 1925 – 1987) è stato uno stilista britannico molto noto, e considerato da molti un punto di riferimento per la moda.
Iniziò a confezionare camicie in una bottega di Brighton e caratterizzò gli anni sessanta diventando il re di Carnaby Street.

## Storia
Alfred Benjamin Sugarman nacque il 3 ottobre del 1925 a Brighton, sulla costa britannica. Rifiutò di seguire le orme della famiglia e di lavorare al Rocco's Gift Shop e a vent'anni Alfred si imbarcò per il Canada, punto di passaggio per la sua destinazione finale: l'America.
Negli Stati Uniti fece vari lavori, tra i quali il venditore di gioielli, il cameriere e il raccoglitore di tabacco. Nel 1953, dopo due matrimoni falliti, raggiunse Los Angeles, dove incontrò e sposò la terza moglie, Ruth. Il padre di Ruth, Aaron Minken, era a capo di un'azienda di produzione di abiti ben avviata. Decise di insegnare ad Alfred ogni aspetto della sua attività: la produzione, la commercializzazione e la vendita.
Una delle aziende di Minken era una fabbrica di camicie, la Lancia, con la quale Alfred aveva lavorato a lungo. Lo stile della Lancia gli sembrava però troppo conservatore per i suoi gusti e cercò in tutti i modi di portare avanti i suoi disegni e le sue idee. Il compito fallì, e Alfred cadde nella noia e nella frustrazione.
Nel 1962 la famiglia Sugarman si trasferì a Brighton. Nello stesso periodo Alfred cambiò il nome in Ben Sherman. Lo scopo era esclusivamente commerciale: non voleva che la potenziale clientela conoscesse le sue origini ebree.
Il matrimonio con Ruth finì presto e mentre lei e i figli tornavano negli Stati Uniti, Ben acquistò una piccola industria a Bedford Square, a Brighton.
Ben Sherman seppe cogliere questa opportunità e iniziò la produzione della sua linea di camicie e di indumenti da mare. Era l'anno 1963: nacque il marchio Ben Sherman.
La camicia Ben Sherman era riconoscibile per le sue caratteristiche speciali: il colletto grande con il caratteristico riporto e con un bottone in più rispetto alle camicie comuni. Le camicie presentavano delle aperture ed una targhetta con il nome Ben a sinistra della tasca. Vendute in speciali confezioni nero e arancio, le camicie ottennero enorme successo in tutto il Regno Unito, in Europa e negli Stati Uniti. Gli affari erano ottimi e le camicie divennero un culto tra i mod.
Ben aprì uno show room a Carnaby Street, cuore della Swinging London degli anni sessanta e, nel 1967, il suo primo negozio a Brighton, nella Duke street. Seguirono due negozi a Londra e le prime collezioni per donna e bambino.
La richiesta fu impressionante e nel 1969 la fabbrica di Brighton aumentò la produzione, espandendosi poi nell'Irlanda del Nord per far fronte ad una richiesta in continua espansione. Nel dicembre 1972 i dipendenti rimasero stupiti nell'apprendere che Ben aveva venduto la sua azienda alla "Northern Ireland Finance Corporation".
L'anno seguente Ben Sherman partì, insieme alla quarta moglie, alla volta dell'Australia per il lancio dei suoi prodotti. Nel 1987, sei settimane dopo un'operazione di bypass, Ben morì all'età di 62 anni.

## Caratteristiche
Ben Sherman ha sviluppato, sin dalle origini, la marca di una camicia in una gamma completa. La più importante subcultura giovanile che adottò lo stile Ben Sherman fu quello dei mod. Da questo si ispirarono altri movimenti che ne rielaborarono e reinventarono il look tenendo sempre come punto di riferimento le caratteristiche del marchio Ben Sherman.
Ben Sherman voleva la qualità e la cura nella lavorazione dei suoi capi. Le sue camicie presentavano caratteristiche uniche, un colletto basso botton down che ancora oggi contraddistingue lo stile Ben Sherman.